# Liste der Bodendenkmale in Dissen-Striesow
In der Liste der Bodendenkmale in Dissen-Striesow sind alle Bodendenkmale der brandenburgischen Gemeinde Dissen-Striesow und ihrer Ortsteile aufgelistet. Grundlage ist die Veröffentlichung der Landesdenkmalliste mit dem Stand vom 31. Dezember 2020.
Die Baudenkmale sind in der Liste der Baudenkmale in Dissen-Striesow aufgeführt.
|   | Gemarkung              | Flur | Kurzansprache | Bodendenkmalnummer | Bemerkung | Bild |
| - | ---------------------- | ---- | --- | ------------------ | --------- | ---- |
| 1 | Dissen (Lage)          | 2    | Siedlung slawisches Mittelalter | 120014             |           |      |
| 2 | Dissen (Lage)          | 1    | Siedlung Urgeschichte | 120110             |           |      |
| 3 | Dissen (Lage)          | 1    | Rast- und Werkplatz Steinzeit | 120111             |           |      |
| 4 | Dissen (Lage)          | 1, 2 | Siedlung slawisches Mittelalter | 120112             |           |      |
| 5 | Dissen (Lage)          | 2    | Friedhof deutsches Mittelalter, Dorfkern Neuzeit, Dorfkern deutsches Mittelalter, Kirche deutsches Mittelalter, Friedhof Neuzeit, Kirche Neuzeit | 120113             |           |      |
| 6 | Dissen (Lage)          | 2    | Siedlung Urgeschichte, Rast- und Werkplatz Steinzeit                                                                                             | 120115             |           |      |
| 7 | Striesow Dissen (Lage) | 4, 5 | Rast- und Werkplatz Mesolithikum, Siedlung Neolithikum                                                                                           | 120013             |           |      |
| 8 | Striesow Dissen (Lage) | 4, 5 | Rast- und Werkplatz Mesolithikum, Siedlung Neolithikum                                                                                           | 120116             |           |      |